# Wapendal

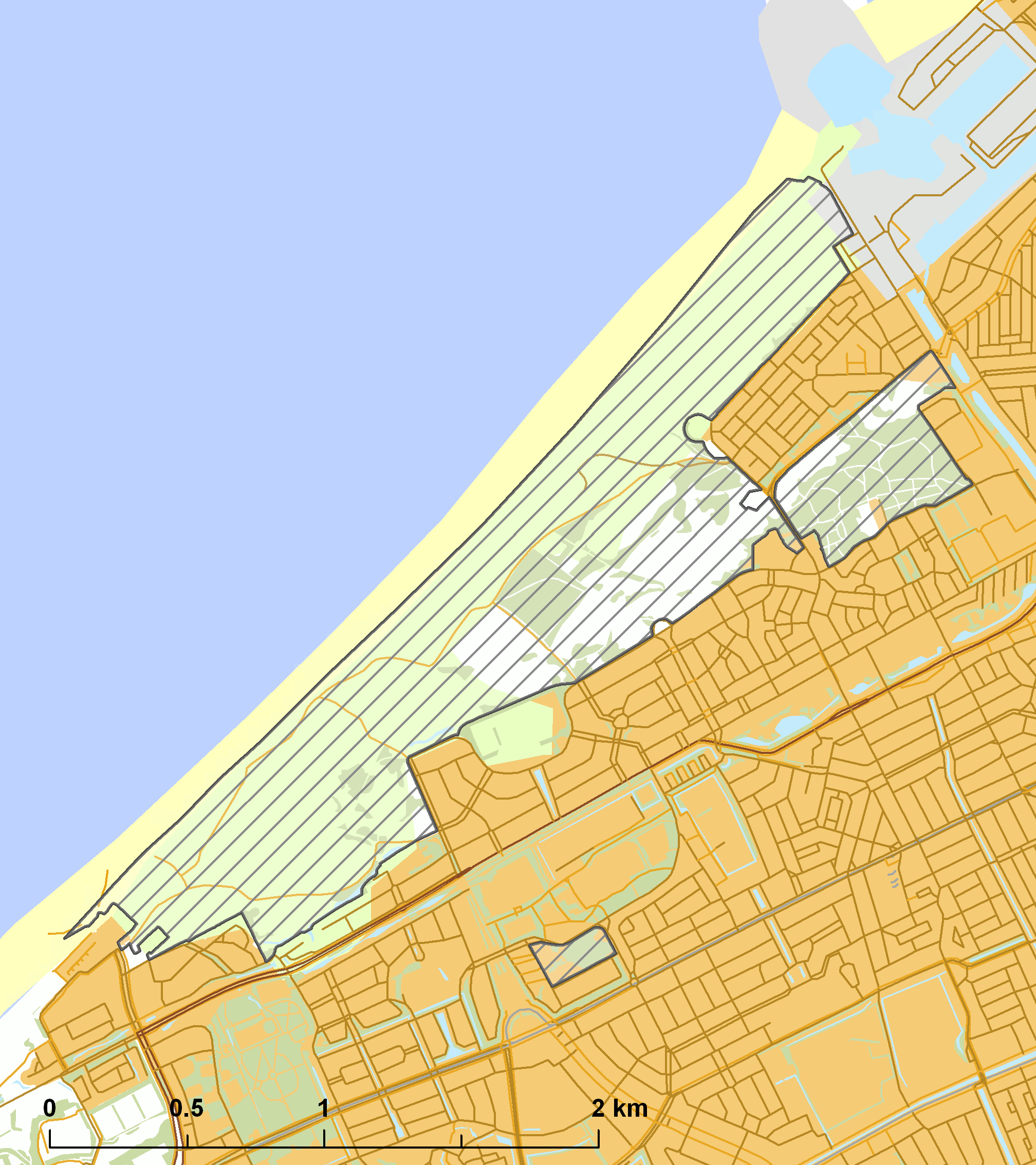
Natuurgebied Westduinpark & Wapendal

Wapendal is een natuurgebied in Den Haag dat samen met het Westduinpark en de Bosjes van Poot een Natura 2000-gebied vormt. Het ligt tussen de Pioenweg, Ereprijsweg, Ridderspoorweg en Daal en Bergselaan in de Haagse wijk Bohemen en Meer en Bos. Het is ongeveer 3,6 hectare groot. 
Wapendal is genoemd naar een oude benaming voor een laaggelegen vochtige plek, wapel, waar boeren hun vee lieten grazen. Het bestaat uit duinen en dalen, uit heide, laag duingeboomte en kalkarm duingrasland. 
Het gebied is niet toegankelijk voor publiek, maar vanaf de straten is het afwisselende beeld goed te zien. Beheersmaatregelen zoals plaggen, het selectief verwijderen van bomen en begrazing door Shetlandpony's moeten ervoor zorgen dat de oorspronkelijke duinbegroeiing behouden blijft. 